# Jean-Claude Dreyfus

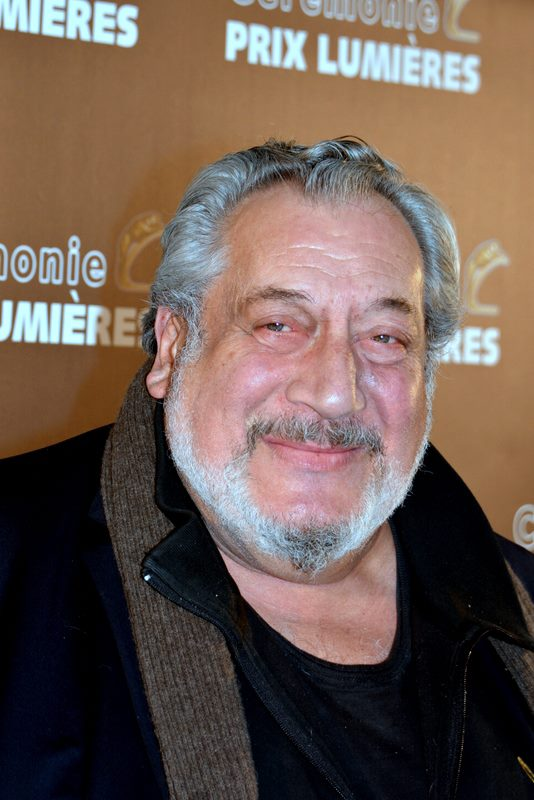
Jean-Claude Dreyfus 2015

Jean-Claude Dreyfus (* 18. Februar 1946 in  Paris) ist ein französischer Schauspieler. 

## Leben
Nach größeren Nebenrollen seit den 1970er-Jahren, so unter anderem in Schatten der Engel von Daniel Schmid und Rainer Werner Fassbinder, wurde er 1983 mit Yves Boissets Kopfjagd – Preis der Angst als Menschenjäger Bertrand international bekannt. Er spielte in den Cheech-&-Chong-Filmen und wurde von Annie Girardot in Back Fire aus Rache ermordet. Den endgültigen Durchbruch hat er mit Jean-Pierre Jeunets Delicatessen als Schlachter Clapet. Es folgten unter anderem der debile Kommissar in Jean-Pierre Mockys Bonsoir und der Herzog in Éric Rohmers Die Lady und der Herzog. Jeunet engagierte Dreyfus auch für Stadt der verlorenen Kinder als mörderischen Flohdresseur und in Mathilde – Eine große Liebe.

## Filmografie (Auswahl)
- 1974: Comment réussir quand on est con et pleurnichard…
- 1976: L'uomo che sfidò l'organizzazione
- 1976: Schatten der Engel
- 1978: Zucker, Zucker! (Le sucre)
- 1979: Unmoralische Engel (Les héroïnes du mal)
- 1979: Die Aussteigerin (La dérobade)
- 1981: Allons z’enfants
- 1983: Kopfjagd – Preis der Angst (Le prix du danger)
- 1984: Dog Day – Ein Mann rennt um sein Leben (Canicule)
- 1984: Back Fire (Liste noire)
- 1984: Cheech & Chong – Weit und breit kein Rauch in Sicht (Cheech & Chong’s The Corsican Brothers)
- 1988: Ville étrangère
- 1987: Ein unzertrennliches Gespann (Tandem)
- 1989: Radion Corbeau – Der Rabe packt aus (Radio Corbeau)
- 1990: Die Neue (Peintures de guerre)
- 1991: Delicatessen
- 1992: Die siebente Saite (Tous les Matins du monde)
- 1993: Bonsoir
- 1994: Lisa und Antoine (Cache cash)
- 1995: Stadt der verlorenen Kinder (La cité des enfants perdus)
- 1995: Nestor Burmas Abenteuer in Paris (Nestor Burma; Fernsehserie, 1 Folge)
- 1997: Die Legende von Pinocchio (Pinocchio)
- 2001: Die Lady und der Herzog (L’Anglaise et le duc)
- 2004: Mathilde – Eine große Liebe (Un long dimanche de fiançailles)
- 2004: Zwei Brüder (Deux frères)
- 2004: Drei Jungs, ein Mädchen und zwei Hochzeiten (3 garçons, 1 fille et 1 mariage)
- 2005: Nach dem großen Knall (La nuit des temps)
- 2006: Monsieur Max
- 2007: Le Deal
- 2011: Requiem for a Killer (Requiem pour une tueuse)
- 2011: L’orpheline avec en plus un bras en moins
- 2013: Attila Marcel
- 2014: Sur l’océane
- 2020: Tony Rodriguez. Aller en prison, c’est son rêve…